# Bohus
För andra betydelser, se Bohus (olika betydelser).
Bohus är ett samhälle och en postort i Ale kommun, norr om tätorten Surte. Bohus ligger i Nödinge socken vid E45 och Norge/Vänerbanan, öster om Göta älv och drygt 1,5 mil norr om Göteborg.

## Historia

### Jordfallet
Det äldre namnet Jordfallet syftar på ett jordskred som inträffade cirka 1150 när landområdet, där Bohus ligger idag, rasade ut i Göta älv. Skredet var till ytan 37 hektar, det största som någonsin inträffat i Sverige. Den övre gränsen för skredet gick vid Källarliden i dagens Bohus. Jordmassan var tillräckligt stor för att nästan helt täppa till älven, som vid denna tid här var 500 meter bred. Som en följd av skredet är dagens älvlöp förskjutet cirka 200 meter åt väster och går i en vid båge runt det utrasade området.

### Skårdals skate
Bohus samhälle ligger till stora delar inom synhåll från Bohus fästning på andra sidan älven. Med fästningen kontrollerade Norge samfärdseln utefter älven både till lands och till sjöss. Skårdals skate, ett landområde på älvens östra sida, hörde från 1400-talet och fram till 1658 till Norge. Som en administrativ rest hörde detta område fram till 1888 inte till Ale härad utan till Västra Hisings härad. I kyrkligt hänseende var det dock en del av Nödinge socken.

### Kommunikationer
År 1767 öppnades en färjeförbindelse över Göta älv mellan platsen Jordfallet, nära nuvarande Jordfallsbron  på östra sidan av älven, och Hisingen på västra sidan. Denna förbindelse ersattes 1966 av Jordfallsbron.
År 1877 öppnades järnvägslinjen Bergslagsbanans del mellan Göteborg och Trollhättan, och då tillkom en järnvägsstation med namnet Jordfallet på samma plats. Den 1 november 1900 fick Jordfallet också egen poststation. 
Jordfallet var vid denna tid en viktig knutpunkt för trafiken till staden Kungälv, som saknade egen järnvägsförbindelse. Utom väg- och färjebörbindelsen över Hisingen gick det således ångbåt mellan Jordfallet och Gamla torget i Kungälv. Den ökade betydelsen samt närheten till Bohus fästning gjorde att post- och järnvägsstationen 1907 ändrade namn till Bohus. Detta namn gavs därmed till en plats som inte låg i Bohuslän eller dåvarande Göteborgs och Bohus län utan i Västergötland och dåvarande Älvsborgs län.

## Näringsliv

### Kemisk industri
År 1924 flyttade Elektrokemiska AB (EKA) hit från Bengtsfors i Dalsland, där det startats 1895 av bland andra Alfred Nobel (1833–1896). Sedan 2018 ägs anläggningen av amerikanska Carlyle Group genom dotterföretaget Nouryon AB. Efter ägarskiftet har företaget i Bohus  namnet Nouryon Pulp and Performance Chemicals.

### Bohus varv
Bohus varv etablerades 1905 och fick sin plats norr om nuvarande Jordfallsbron  två år senare. Det byggde stålpråmar men var främst ett reparations- och underhållsvarv för mindre fartyg i kanal- och i kustfart.
Verksamheten ägdes och drevs genom flera generationer av en familj med namnet Tiderman. Varvet sysselsatte  25-50 personer och uppphörde 1989. 

Ett omfattande saneringsarbete av varvsområdet utfördes 2009–2011 varvid förorenade jordmassor med en uppskattad vikt av 100000 ton fraktades bort från ett 25000 kvadratmeter stort område. Detta återfylldes därefter med nya fyllmassor.

### Järnpulvertillverkning
Under åren 1948–1992 tillverkades järnpulver vid en anläggning vid älven norr om samhället. Den gick från 1968 under namnet Höganäs Bohusverken och sysselsatte ett 50-tal arbetare men flyttade senare till Halmstads Järnverk.

## Kommunikationer
Under flera årtionden stannade inga persontåg i Bohus, men från december 2012 finns en ny järnvägsstation för stopp. Där stannar pendeltåg, Alependeln och västtåg (Göteborg-Vänersborg). Stationen ligger väster om E45 och det är en gångbro över vägen till samhället och busstationen. Det är cirka 3 km därifrån till centrala Kungälv (buss 401).